# Nationalliberalisme
 Der er for få eller ingen kildehenvisninger i denne artikel, hvilket er et problem. Du kan hjælpe ved at angive troværdige kilder til de påstande, som fremføres i artiklen.

Nationalliberalisme er en politisk ideologi, som opstod i starten af 1800-tallet i en række europæiske stater, og kom til Danmark i 1830'erne.
Den opstod som en sammensmeltning af nationalismen og liberalismen; man kombinerede kravene om uafhængige nationalstater med kravene om politiske reformer, herunder enevældens afskaffelse, så nationens folk kunne få demokrati og selvbestemmelse. 
De nationalliberale så sig selv som den gruppe mennesker i samfundet, der uafhængigt af egne interesser, kunne varetage almenvellets interesser. De var typisk selv embedsmænd eller akademikere, og mente at valgretten kun skulle tilfalde den mere økonomisk velstillede og intellektuelle klasse.

## Nationalliberalismen i Danmark
Nationalliberalismen havde sit gennembrud i Danmark i 1830'erne. I løbet af få år var der kommet en nationalliberal bevægelse i Danmark som ønskede at ændre samfundet. De nationalliberale fik i 1849 indført Junigrundloven, under ledelse af D.G. Monrad, som sikrede demokrati i staten Danmark.
Det nationalistiske aspekt udmøntede sig i at staten og nationen skulle have den samme udstrækning. I en dansk kontekst betød det, at den danske stat skulle omfatte alle af dansk nationalitet, (Dvs. de mennesker, der talte dansk.) 
Det liberalistiske aspekt omfattede blandt andet kravet om en fri forfatning. En demokratisk valgt forsamling skulle have indflydelse på statens politik, og kongens magt skulle begrænses væsentligt. Den økonomiske side af liberalismen kom også til udtryk gennem loven om Næringsfrihed fra 1857, som var med til at  ophæve de sidste feudale monopoler. Handlen skulle være fri, og gerne uden statslig indblanding.